# محرابی
محرابی از نام‌های خانوادگی متداول در ایران است و ممکن است به یکی از این افراد اشاره داشته باشد:
- ولی‌الله محرابی
- معین الدین محرابی
- اسماعیل محرابی بازیگر تئاتر٬ سینما و تلویزیون اهل ایران
- آشا محرابی دختر اسماعیل محرابی و بازیگر ایرانی
- غلامرضا محرابی نظامی ایرانی

## همچنین ببینید
- مهرابی